# Yadira Calvo Fajardo
Yadira Calvo Fajardo (Cartago, 23 de diciembre de 1941) es una filóloga feminista costarricense. Licenciada en Literatura y Ciencias del Lenguaje por la Universidad de Costa Rica y doctora Honoris Causa por la Universidad Nacional.
Ha trabajado muchos años como profesora asociada de la Universidad de Costa Rica y catedrática en la Universidad Autónoma de Centro América. Su trabajo es un referente para el movimiento feminista costarricense, por lo cual en el 2005 fue incluida en la Galería de las Mujeres del Instituto Nacional de las Mujeres. Yadira también ha sido pionera en el tema de lenguaje no sexista en Costa Rica. 

## Biografía
Yadira nació en el seno del hogar formado por Ángel Calvo y Concepción Fajardo. Aprendió a leer a edad muy temprana, de forma autónoma, pidiendo a su hermano que le leyera textos de una revista.  Con esa pequeña explicación, comenzó a identificar los sonidos y cuando llegó a la escuela ya sabía leer. Durante toda su vida escolar destacó por su uso del lenguaje. Estando en la secundaria, una profesora de literatura pidió que redactaran una composición. Al devolver los trabajos, la redacción de Yadira estaba suspensa porque la profesora pensó que era un plagio. 
Su primer libro, Mujer víctima y cómplice, se publicó en 1982, con el sello de la Editorial Costa Rica. Sus obras tienen una gran componente feminista que muestran la situación de la mujer en la sociedad patriarcal. Yadira ha sido galardonada en muchas ocasiones por sus obras, tanto por sus libros como por sus artículos en revistas hispanohablantes. También ha producido de programas de radio, ha ejercido como corresponsal de Fempress y colaborado con del Servicio de Noticias de la Mujer (SEM).
Entre los cargos que ha desempeñado destaca su labor como profesora de la Universidad de Costa Rica, la Universidad Nacional, la Universidad Autónoma de Centro América,como Coordinadora del Foro de la Mujer, como Presidenta Consejo Académico de Filología y como miembro del Consejo Directivo Editorial Costa Rica. En mayo de 2025 ingresó como miembro numerario a la Academia Costarricense de la Lengua.

## Aportes teóricos

### Lenguaje y género
A lo largo de su obra, Yadira ha reflexionado sobre el androcentrismo en el lenguaje:  
Hay quienes defienden que el masculino, verdaderamente, por su carácter “genérico”, alberga a la humanidad entera, y alguno incluso ve en esto una acción generosa por cubrirnos a todas con el paraguas de todos. Para evitar errores, vale la pena recordar los resultados de las muchas investigaciones existentes sobre los efectos de ese paraguas sobre las mujeres. El recuento nos dice que potencia los estereotipos de género, nos oculta, excluye e infravalora y nos coloca en una posición de dependencia y provisionalidad en el lenguaje; puede generarnos alienación y pérdida de identidad, afectar nuestro autoconcepto y autoestima y perjudicar nuestra nominación para cargos políticos y ocupacionales. 
En su libro De mujeres, palabras y alfileres, parte del trabajo de Viktor Klemperer sobre La lengua del Tercer Reich para señalar que las palabras funcionan como "dosis mínimas de arsénico" en la cuestión del sexismo. Señala que los mecanismos de dominación se dan con la participación de las personas, incluso de manera involuntaria. Calvo expone la manera en que funciona el androcentrismo en el lenguaje a partir de trabajos relevantes de lingüística feminista. Luego, analiza las expresiones no solo en el lenguaje, sino también en instituciones con carácter político frente al idioma. Particularmente expone cómo la Real Academia Española a lo largo de su historia ha bloqueado el ingreso de las mujeres a dicha institución, exponiendo casos famosos como el de Emilia Pardo Bazán. 

#### Lenguaje no sexista
Yadira es pionera en el tema de lenguaje inclusivo de género en Costa Rica. Además de sus trabajos sobre lenguaje y género, ha participado en la creación de varias guías de lenguaje inclusivo, tales como la del CATIE.

## Premios y distinciones
- Distinción de Asociación Max Jiménez y la Municipalidad de Goicoechea (1984)
- Premio UNA-Palabra en la rama de ensayo por la obra A la mujer por la palabra (1989)
- Premio Nacional Aquileo J. Echeverría, 1990, en la rama de ensayo
- Premio a la Superación, otorgado por el presidente de la República (1991)
- Premio Nacional Aquileo J. Echeverría de ensayo (1991)[8]
- Premio Nacional por la Igualdad y Equidad de Género Ángela Acuña Braun (1993)[9]
- “Mujer Ejemplo de Trabajo”, otorgado por APROMUJER. (1997)
- Premio Nacional Aquileo J. Echeverría de ensayo (2004)[8]
- Incluida en la Galería de las Mujeres del Instituto Nacional de las Mujeres (2005)
- Premio Nacional de Cultura Magón (2012)[8]
- Doctora Honoris Causa otorgado por la Universidad Nacional de Costa Rica (2021)[10][11]

## Obras
Entre otras, Yadira Calvo ha escrito:
- La mujer, víctima y cómplice (1981)
- Literatura, mujer y sexismo (1984)
- Ángela Acuña, forjadora de estrellas (1989)
- A la mujer por la palabra (1990)
- Mitos y realidades de la democracia en Costa Rica (coautora)
- Las líneas torcidas del derecho (1993)
- De diosas a dragones (1995)
- La canción olvidada (2000)
- Extasis y ortigas: las mujeres, entre el goce y la censura (2003)
- Terminología feminista (2013)
- La Aritmética del Patriarcado (2013, Uruk Editores) y (2017, Ediciones Bellaterra)
- De mujeres, palabras y alfileres (2017)
- Ni miel ni hojuelas: escribir desde la feminidad: antología (2021, edición, selección e introducciones)
- Entre el tintero y los pucheros (2023)